# 島根大学総合博物館
島根大学総合博物館（しまねだいがくそうごうはくぶつかん）は島根県松江市にある島根大学の大学博物館である。島根大学松江キャンパス内にある本館の愛称は、島根県指定天然記念物に指定されているニホンアシカ剥製標本に由来する「アシカル」。学外の松江市奥谷町には、旧制松江高等学校外国人宿舎を改修した、国登録有形文化財の分館「島根大学旧奥谷宿舎」もある。

## 概要

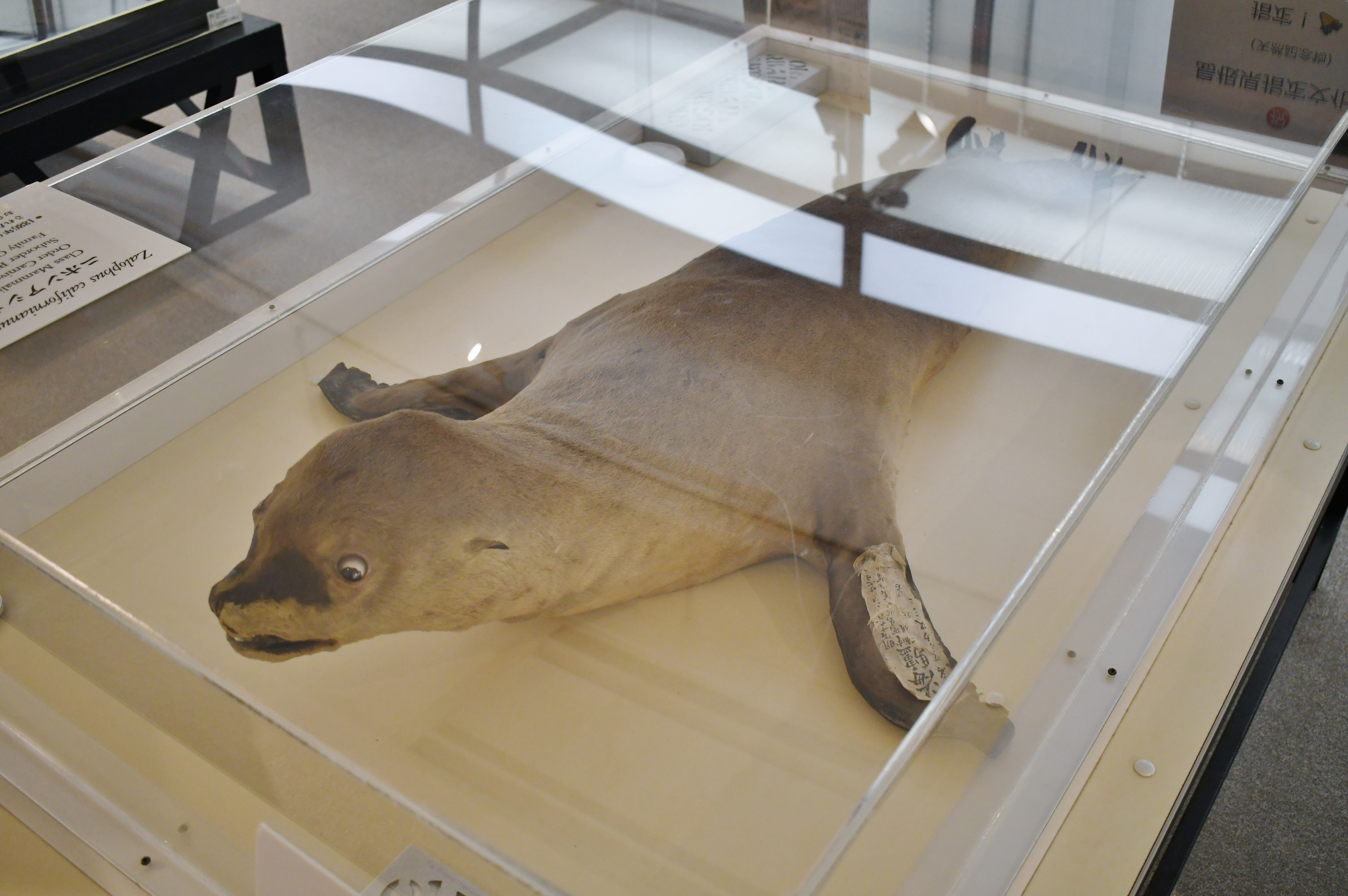
ニホンアシカ剥製標本
（島根県指定天然記念物）

永年にわたって収集・蓄積されてきた島根大学における標本資料類などを大学所有の有形知的財産として位置づけ、それらを収集、整理・保管、調査・研究したうえで、展示公開などによる教育普及、情報発信の促進、地域貢献などを行うことを目的とする。
2018年6月5日、本館が現在の生物資源科学部3号館内に移設されたことに伴って、「島根大学ミュージアム」から「島根大学総合博物館」に名称変更された。本館の常設展示は、「1.島根大学のこれまでとこれから」「2.島根の自然史」「3.古代出雲の世界」「4.島根の歴史と文化」からなる。

## ギャラリー

鍵尾遺跡 土器群
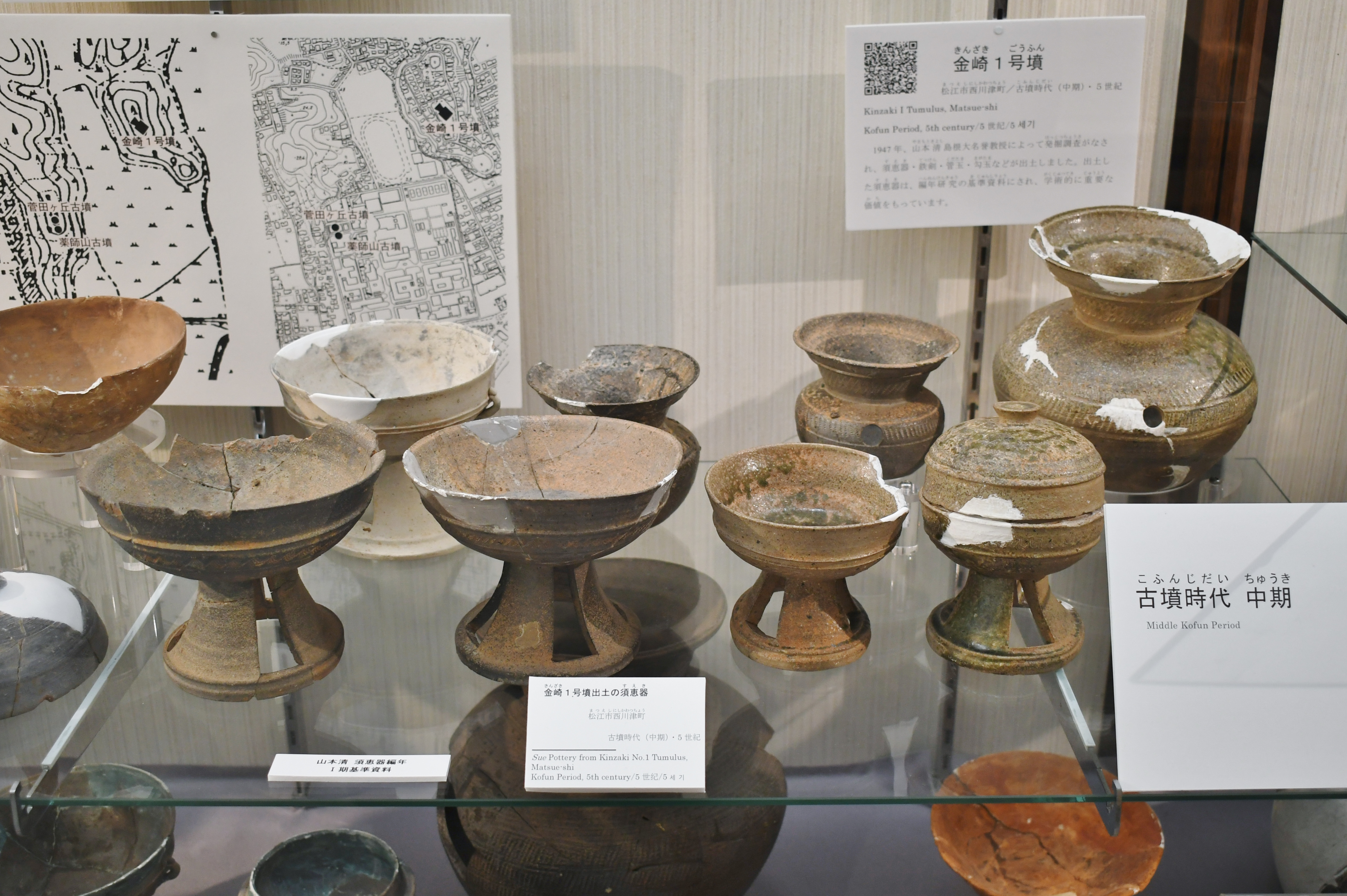
金崎1号墳 須恵器
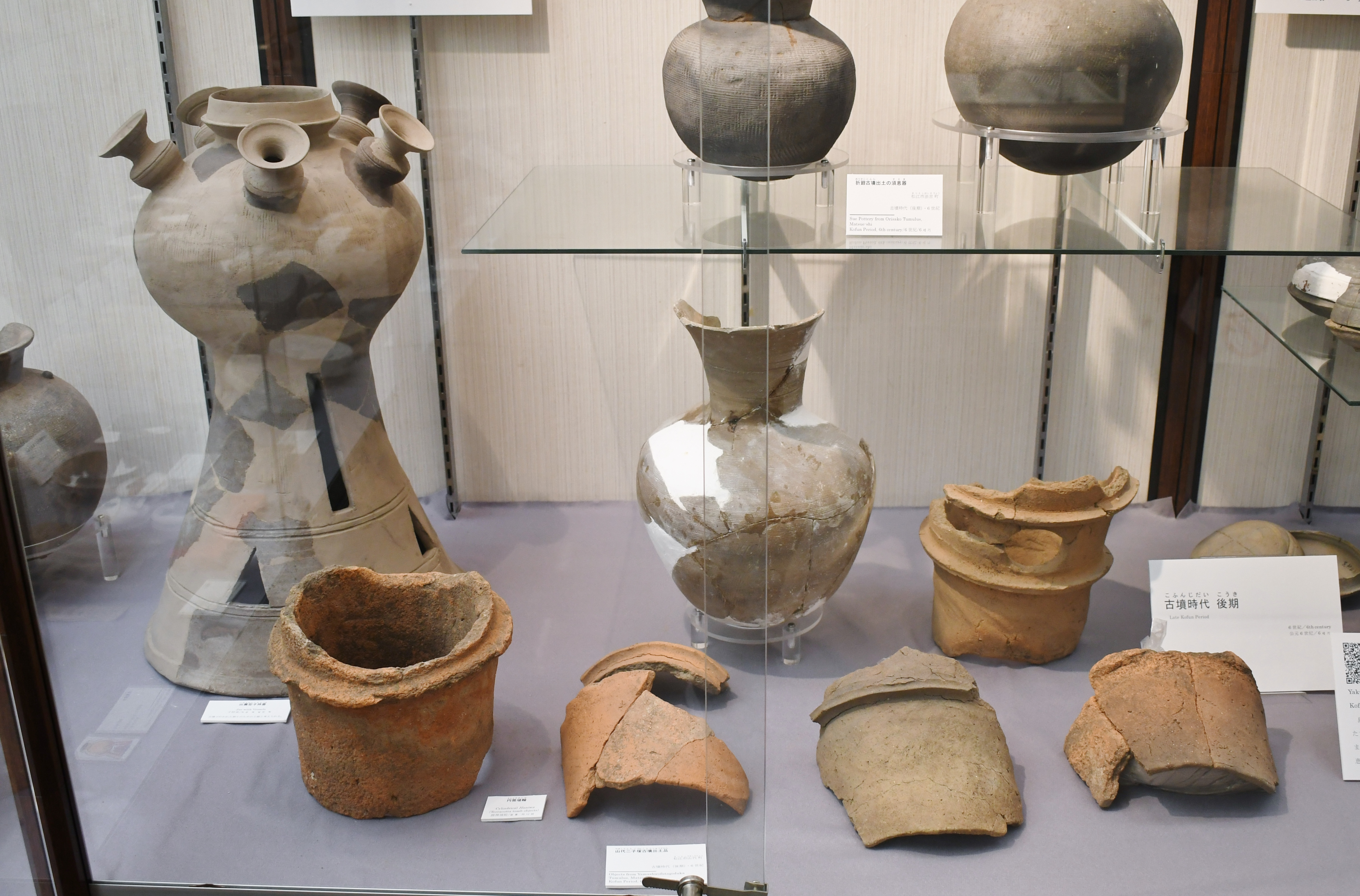
山代二子塚古墳 出土品

## 来館案内
島根大学総合博物館 本館アシカル（島根大学生物資源科学部３号館）
- 入館料：無料
- 開館時間：10:00～17:00
- 休館日：日曜日・祝日・年末年始・入試日など
- 交通：ＪＲ松江駅より「大学・川津方面行き」バスで「島根大学前」下車、徒歩約5分

島根大学総合博物館 分館（島根大学旧奥谷宿舎）
- 入館料：無料
- 開館日：土曜日・日曜日・祝日
- 開館時間：10:00～17:00
- 休館日：平日・年末年始

交通：ＪＲ松江駅より「大学・川津方面行き」で「北堀町」下車（約15分）、徒歩約5分

## 周辺
- 菅田庵 - 国の史跡および名勝
- 金崎古墳群 - 国の史跡
- 松江市立城北小学校
- 島根大学教育学部附属義務教育学校
- 松江市立川津小学校
- 島根県立松江東高等学校